# Morávia
Pronunciação
A Morávia (Checo: Morava; Alemão: Mähren; Polonês: Morawy; Latim: Moravia) é uma região da Europa central que constitui atualmente a parte oriental da Chéquia. Suas principais cidades são Brno, Olomouc e Ostrava.
Seu nome vem do rio Morava, às margens do qual um grupo de eslavos se estabeleceu por volta de 500 d.C. Os morávios falam diversos dialetos do checo.
Povoada pelos Morávios, um povo eslavo, desde o século V. No final do século VI, foi invadida pelos ávaros, que estabeleceram um império entre o rio Elba e o rio Dniepre. Depois de várias tentativas para se libertarem do jugo ávaro, os ávaros foram finalmente derrotados por Carlos Magno no final do século IX e a Morávia tornou-se tributária do Império Franco.
Em 833, após a conquista do Principado de Nitra (atual Eslováquia; do século X até 1918, parte do Reino da Hungria), foi estabelecido como o Grande Estado da Morávia. O seu primeiro rei foi Mojmír I (de 830 a 846). O segundo governante da Grande Morávia foi Rastislav I (846-870), que tentou emancipar o seu território da influência carolíngia, enviando emissários a Roma. Depois de ter sido rejeitado, pediu ajuda ao imperador bizantino Miguel III. O resultado foi a missão de Cirilo e Metódio, que traduziram os livros litúrgicos para a língua eslava, que foi posteriormente elevada pelo Papa ao nível do latim e do grego.
Depois de terem sido derrotados pelos magiares em 906, os reinos vizinhos lutaram pela Morávia. A partir do século XI, a Morávia foi unida à Boémia e, em 1526, ambas ficaram sob o domínio dos Habsburgos.
A partir de então, passou a fazer parte desse reino, e a sua história pode ser contada na história da República Tcheca.
A Morávia está atualmente dividida nas regiões da Morávia do Sul, Zlín, e partes das regiões da Morávia-Silésia, Olomouc, Pardubice, Vysočina e Boémia do Sul. A sua capital e maior cidade é Brno.

## História
Por volta de 60 a.C., os povos celtas de Boios retiraram-se da região e foram sucedidos pelas tribos germânicas dos Quados, absorvidas por Roma e substituídas no século VI d.C. por tribos eslavas.

### Morávia antiga

#### Origens do Império
Após a chegada dos povos checo, morávio e eslovaco, estes organizaram-se no Império Samoano, uma confederação de tribos locais. Este proto-Estado não sobreviveu ao seu fundador, o rei Samo (623-658). Com a tentativa pouco fiável de organização do Estado, incentivou-se a criação e a ascensão de uma aristocracia fundiária, que se fortaleceu com os confrontos com o Canato Avar.
O contacto com os francos levou ao crescimento económico, ao estabelecimento de numerosas povoações no vale do rio Morava e à construção de fortalezas nas colinas. A chamada cultura Blatnica-Mikulčice é a maior representante deste cenário sócio-político.
Durante o tempo de Carlos Magno, as tribos eslavas da região uniram-se e conduziram numerosas guerras que acabaram por destruir o Kaganato Avar. A evolução do domínio carolíngio, em termos de centralização do poder e de criação de estruturas administrativas, influenciou os eslavos, os checos e os morávios a formarem duas realidades políticas muito diferentes:
- o principado da Morávia: estendendo-se pela atual Morávia e pela Eslováquia ocidental, o principado foi governado por Mojmír I, que introduziu o cristianismo com as missões da diocese de Passau. Os registos históricos mais antigos do principado são os do tributo pago à Dieta de Frankfurt. A sua capital era Mikulčice.

- o principado de Nitra: estendia-se pelo que é atualmente a Eslováquia oriental e era governado pelo príncipe Pribina, que, embora pagão, mandou construir a primeira igreja cristã em 828. A sua capital era Nitra.

Em 833, Mojmír I subjugou o principado de Nitra, reunindo pela primeira vez eslavos, checos e morávios numa única unidade política. Pribina e a sua família conseguiram fugir para o território franco, onde lhes foi concedido o principado de Balaton ou Pannonia Inferior.

#### Desenvolvimento do Império
Quando Mojmír I morreu em 846, o seu neto Rastislav I assumiu o trono. Embora tenha sido inicialmente nomeado pelos governantes francos, o príncipe conseguiu impor a sua política independente. Para o fazer, teve de reduzir a influência franca no território, o que conseguiu de duas formas. Por um lado, conseguiu derrotar o exército franco em 855; por outro lado, derrubou o monopólio e a influência do clero francês na região, apelando ao imperador bizantino Miguel III para que enviasse missionários para evangelizar a região em língua eslava. O monarca bizantino respondeu de imediato, enviando Cirilo e Metódio em 863. Estes criaram o alfabeto eslavo primitivo (alfabeto glagolítico) e traduziram as escrituras para o eslavo eclesiástico antigo. O governo de Rastislav I também se preocupou com a defesa do seu território, construindo numerosas fortificações. Por fim, o príncipe concedeu ao seu sobrinho, Svatopluk I, o título de príncipe de Nitra. Este último aliou-se aos francos e conseguiu derrubar Rastislav I.

Mapa histórico da Grande Morávia

O início do reinado de Svatopluk I foi turbulento, uma vez que os seus aliados francos se recusaram a abandonar a parte ocidental da Grande Morávia. Capturado pelos francos e com o povo em insurreição, liderado por Slavomír, os anos que se seguiram foram difíceis, até à libertação de Svatopluk. Svatopluk, ao regressar, conseguiu assumir o comando dos insurrectos, expulsar e defender-se dos Francos, repelir os Húngaros e o Primeiro Império Búlgaro, e conseguir a máxima extensão do Império, incluindo a República Checa e a Eslováquia e áreas da moderna Hungria, Romênia, Polónia, Áustria, Alemanha, Sérvia, Eslovénia, Croácia e Ucrânia. Este facto deu origem ao seu título de rex (rei) da Magna Morávia.
Em 880, o Papa João VIII emitiu a bula Industriae Tuae, criando a província eclesiástica independente da Grande Morávia, com Metódio como arcebispo, e reconhecendo o eslavo como a quarta língua litúrgica (a par do latim, do grego e do hebraico).

#### Declínio e queda do Império
Com a morte de Svatopluk I, em 894, o Império entrou em declínio e foi dividido entre os seus filhos Mojmír II e Svatopluk II, que assumiram o cargo de rei da Grande Morávia e de Príncipe de Nitra, respetivamente. Envolvida em conflitos internos e invadida pelo reino franco-oriental, a Grande Morávia perdeu a maior parte dos seus territórios periféricos.
Os nómadas magiares ou húngaros, aproveitando este facto, invadiram a bacia do Danúbio e ocuparam os territórios da bacia dos Cárpatos a sul e parte do Império Morávio. Em 902, aniquilaram o exército da Grande Morávia, que se tornou um mero reino fronteiriço que desapareceu gradualmente. Embora a data exacta da morte dos últimos monarcas da Morávia, Mojmír II e Svatopluk II, não seja conhecida, estima-se que terão morrido por volta de 907, quando os húngaros venceram a Batalha de Bratislava contra o exército bávaro.
Uma vez destruído o império, os seus remanescentes foram divididos da seguinte forma:
- Zona Ocidental: nas mãos da Frância Oriental (Alemanha), mais tarde Sacro Império Romano-Germânico, onde foi formada uma série de marquesados para conter a ameaça húngara. Estes marquesados incluíam: Marca da Morávia, Marca da Áustria, Marca da Estíria, Marca da Caríntia, Marca da Carniola e Marca da Ístria. O Ducado da Boémia também foi fundado nesta área.

- Zona Sul: anexada ao Estado húngaro formado pela dinastia Árpád no final do século X.

- Zona Oriental: nas mãos da aristocracia fundiária eslava, foi subjugada e anexada em 999 ao Ducado da Polónia da dinastia piasta.

Quanto às principais fortificações, como Nitra, Bratislava e Zemplín, mantiveram as suas funções devido à sua importância estratégica. Na maioria dos casos, estas cidades mantiveram-se activas nos novos Estados como unidades administrativas, especialmente no Reino da Hungria, o que permitiu à aristocracia fundiária eslava um grande dinamismo e independência no seio das novas unidades estatais. Quanto à divisão eclesiástica, esta não foi alterada pela invasão húngara.
Quanto ao impacto demográfico e cultural, os estudiosos concluíram que não foi dramático e chocante. Merece especial destaque a relação entre os magiares e os eslavos, que efectuaram uma profunda fusão étnica e cultural, o que não permite seguir o rasto arqueológico para além do século XI.
A história da Grande Morávia e o impacto da obra de Cirilo e Metódio constituirão uma raiz cultural profunda das nações eslavas da Europa Central, especialmente na Eslováquia. A memória e a base histórica deste Império serão reavivadas nos séculos XIX e XX com tentativas de criar uma identidade única na nação da Checoslováquia.

### União com a Boémia
A marca foi originalmente criada, tal como outras marcas semelhantes - Áustria, Estíria, Carniola e Caríntia - na primeira metade do século X, em terras que anteriormente faziam parte da Grande Morávia, um Estado eslavo que sucumbiu às incursões magiares no início do século X.

#### Entre a Polónia e a Boémia
Na segunda metade do século X, quando os magiares foram finalmente derrotados e já não representavam uma ameaça, surgiu um novo perigo vindo do norte: os boémios. Em 955, o duque Boleslau I, o Cruel, da dinastia premislida, aliou-se ao rei alemão Oto I para derrotar os magiares na Batalha de Lechfeld. Após a vitória, Boleslau recebeu a Morávia. Em 999, o duque polaco Boleslau I, o Bravo, conquistou a Morávia e incorporou-a no seu reino até 1019 ou 1029, quando o príncipe boémio Bretislau I a reconquistou.

#### Parte do Principado da Boémia
Com a morte do seu pai, em 1035, Bretislau tornou-se também governante da Boémia. Em 1054, Bretislau decretou que as terras da Boémia e da Morávia seriam herdadas conjuntamente por agnação, embora também tenha prescrito que os seus filhos mais novos governariam partes da Morávia como vassalos do seu filho mais velho. Após essa data, a marca da Morávia era uma posse da Boémia concedida como herança semi-independente aos filhos mais novos dos governantes da Boémia. Esta dependência era geralmente governada por duques. Dado que, normalmente, havia vários filhos mais novos em qualquer altura, a Morávia costumava ser dividida em três ducados/marquisados independentes (variáveis) (em checo úděly): Brno, Olomouc e Znojmo.

#### Criação do Margraviato (1182/1197)
Em 1182, o imperador Frederico I Barbarossa interveio nos assuntos da Boémia para evitar qualquer disputa sucessória, elevando o duque de Znojmo Conrado III Otho à dignidade de marquês. Este estatuto durou pouco: em 1197, o duque Vladislav III da Boémia resolveu a disputa sucessória entre ele e o seu irmão Otakar, abdicando do trono da Boémia e aceitando o margraviato da Morávia como vassalo da Boémia. A Morávia continuou a ser um território da Boémia (a partir de 1348 como Terras da Coroa da Boêmia), depois de Otakar ter recebido o título hereditário de rei de Filipe da Suábia e o reconhecimento do seu estatuto pela Bula Dourada da Sicília, em 1212. Quando o neto de Otakar, o Rei Otakar II da Boémia, foi derrotado em 1278 na Batalha de Marchfeld, o seu adversário, o Rei Rodolfo I da Germânia, tomou a Morávia, mas cedeu-a ao filho e sucessor de Otakar II, Venceslau II, cinco anos mais tarde.

#### 1526-1918
Quando o arquiduque Fernando I da Áustria subiu ao trono da Boémia em 1526, o Margraviato da Morávia tornou-se parte integrante da monarquia dos Habsburgos.
Em 1608, o governo da Boémia e da Morávia foi separado pela última vez, quando os estados da Morávia apoiaram Matias de Habsburgo contra o seu irmão, o imperador Rodolfo II. Desde que, em 1611, Rodolfo teve de ceder o trono da Boémia a Matias, a Morávia passou a ser governada pelos Habsburgos de Viena, que assumiram o título de margraves da Morávia.
Em 1867, o margraviato tornou-se o território da coroa da parte austríaco-húngara da Cisleitânia.

### Idade moderna

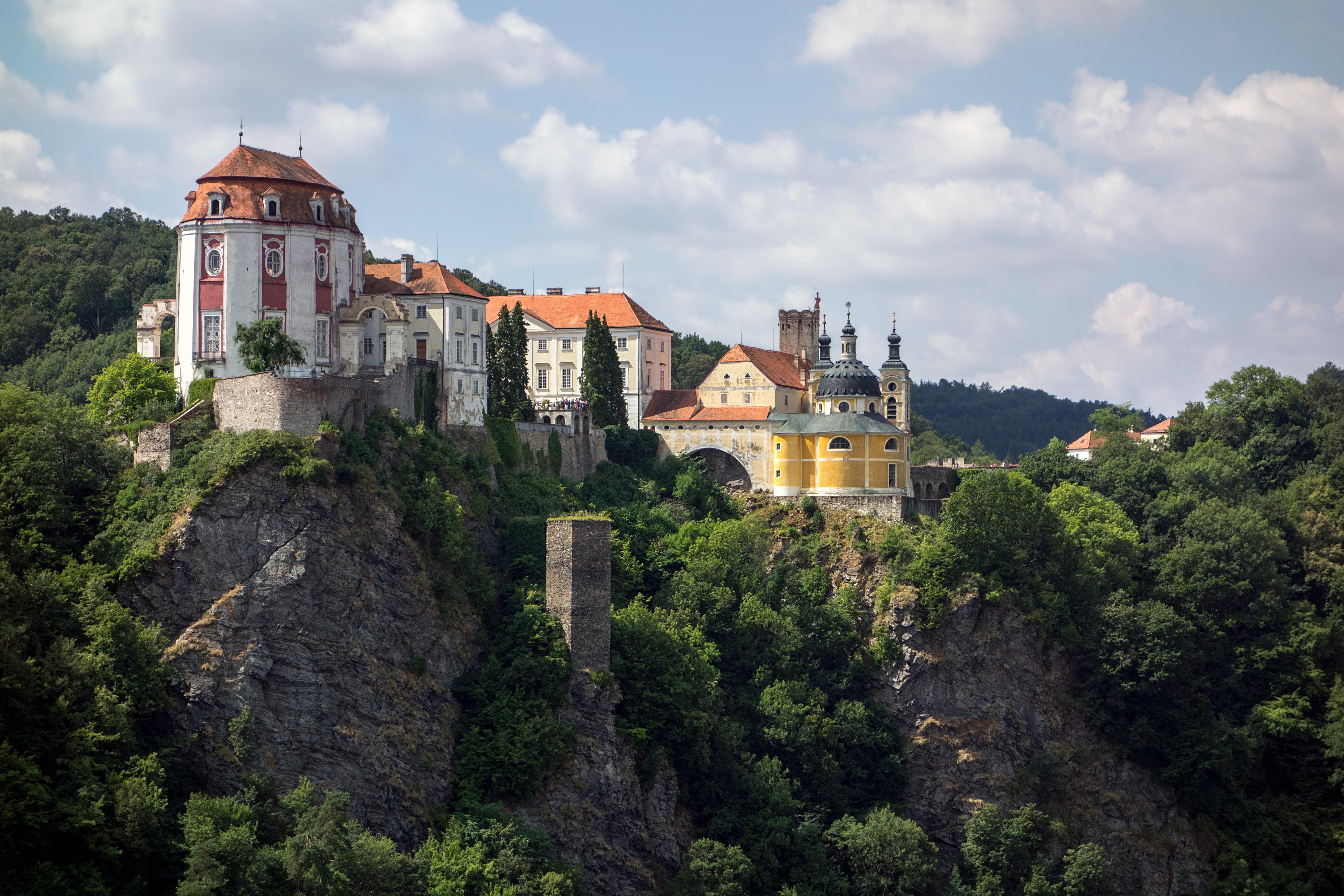
O castelo de Vranov nad Dyjí

Após a morte deste "rei hussita", a dinastia polaca jaguelônica subiu ao trono checo e governou até 1526, quando, após a morte do rei Luís de Jagiellon na batalha de Mohács, o católico Fernando I da Áustria foi eleito rei checo.
Os anos que se seguiram foram caracterizados por conflitos e intolerância religiosa entre os nobres protestantes da Boémia e a Casa de Habsburgo. No entanto, durante o reinado de Rodolfo II (1576-1609-1611-1692), Praga voltou a ser o centro do império e um dos mais importantes centros culturais da Europa. No entanto, após a sua morte, voltaram a surgir conflitos entre católicos e reformistas, que culminaram numa revolta contra o irmão e sucessor de Rodolfo, Matias, acusado de não ter cumprido as suas promessas de tolerância religiosa e de restauração de privilégios.
Esta revolta, tal como a revolta hussita, começou com uma defenestração. Em 23 de maio de 1618, os vice-reis foram atirados pela janela do castelo e foi eleito um rei checo. Mas as tropas católicas esmagaram a "rebelião dos Estados" na Batalha da Montanha Branca (em checo: Bílá hora), que deu início, por um lado, à dura recatolização de um país que era 90% protestante e, por outro, à Guerra dos Trinta Anos.
Com a Paz de Vestefália, em 1648, o destino dos checos ficou traçado. O povo perdeu os seus direitos e propriedades para uma monarquia católica absolutista, que perseguia qualquer indício de protestantismo, e a sua capital foi transferida para Viena.

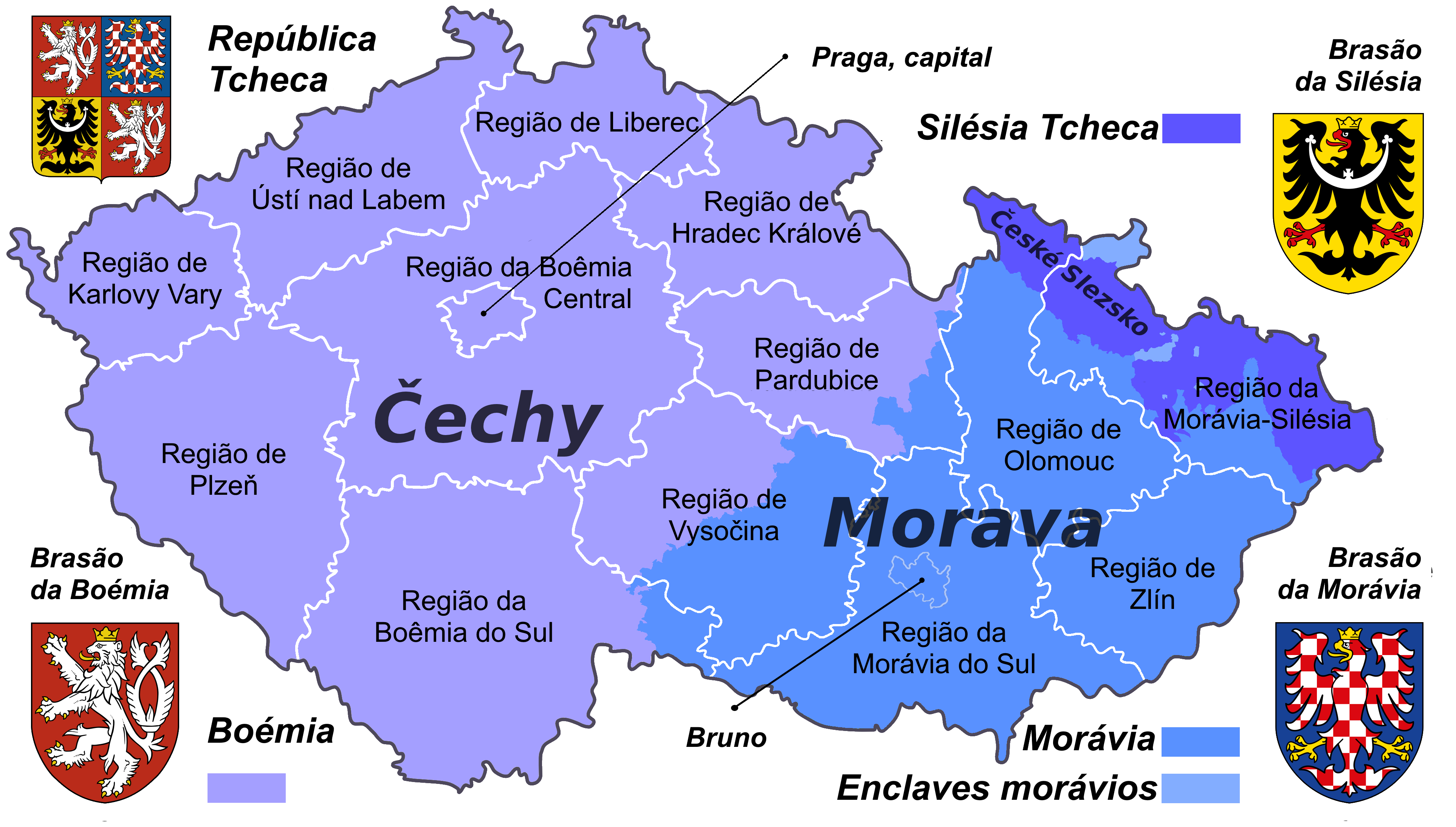
Territórios tchecos históricos comparados com as actuais regiões administrativas

Além disso, a guerra dizimou completamente o país (de 3 milhões de habitantes para 800.000)[carece de fontes]. Os principais pensadores checos tiveram de se exilar e os que ficaram foram obrigados a converter-se ao catolicismo. O mais importante destes exilados foi, sem dúvida, Jan Amos Comenius (checo: Jan Amos Komenský). Por outro lado, destaca-se a beleza dos monumentos barrocos deste período de re-catolicização (sobretudo na primeira metade do século XVIII), tanto na arquitetura popular como na arquitetura religiosa.
Esta situação manteve-se durante mais de 100 anos, período durante o qual a cultura checa foi influenciada pela cultura alemã. As reformas do imperador José II (1780-1790) marcaram um importante passo em frente: proibiu a Companhia de Jesus e a tortura, separou o poder judiciário do poder executivo e, em 1781, aboliu a servidão e aprovou a tolerância religiosa. Ao mesmo tempo, porém, deu-se a centralização da administração em Viena e a germanização das universidades e dos órgãos administrativos.

## Geografia

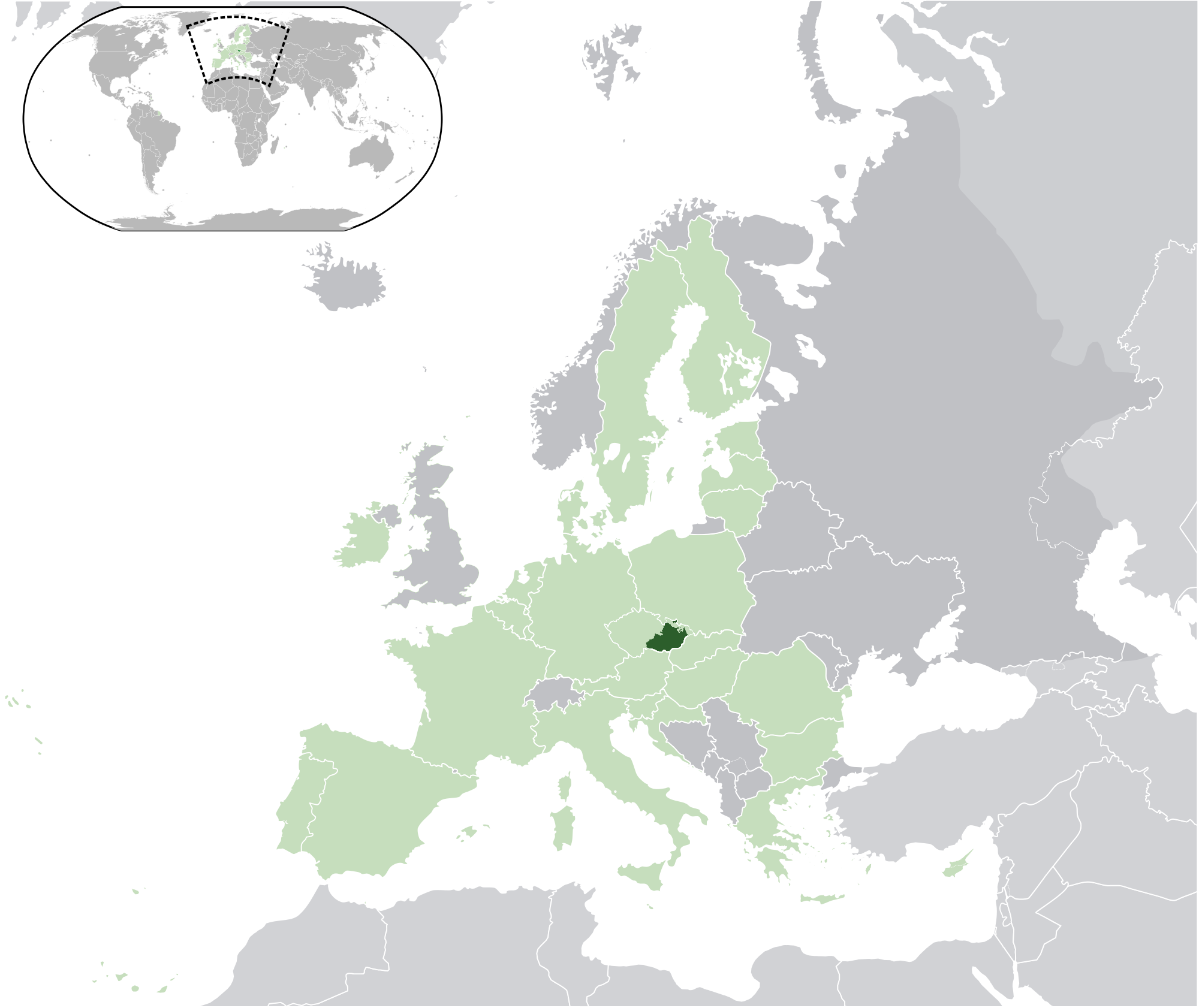
Localização da Morávia no mapa da União Europeia.

A Morávia tem fronteiras com a Boêmia a oeste; a Áustria a sul; a Eslováquia a leste, e a Polônia e Silésia a norte.

## Demografia
A primeira menção escrita dos Morávios vem das Crônicas do Reino dos Francos até o ano 822. Muitas pessoas na Morávia costumavam falar alemão, mas a maioria dos alemães foi deportada depois de 1945. A população alemã predominou nas montanhas Jeseníky e em cidades maiores como Brno e Olomouc. Em comparação com a população da Boêmia, os morávios são significativamente mais crentes. A maioria da população da Morávia declara-se de nacionalidade tcheca, a outra parte é morávia; em 2011, um total de 630.897 pessoas declararam sua nacionalidade morávia na República Tcheca.
A língua literária dos Morávios é o tcheco desde o renascimento nacional. No entanto, vários dialetos locais, às vezes chamados coletivamente de Moravian, ainda são mantidos em regiões individuais da Morávia. 108.462 pessoas se registraram como sua língua materna durante o censo.
Na Morávia, existem vários grupos etnográficos intimamente ligados à região onde vivem, que no passado diferiam em alguns aspectos culturais e dialetos, como Horáci, Hanáci, Moravští Slováci, Podlužáci, Valaši, Laši ou Moravští Chorvati.

## Morávios ilustres

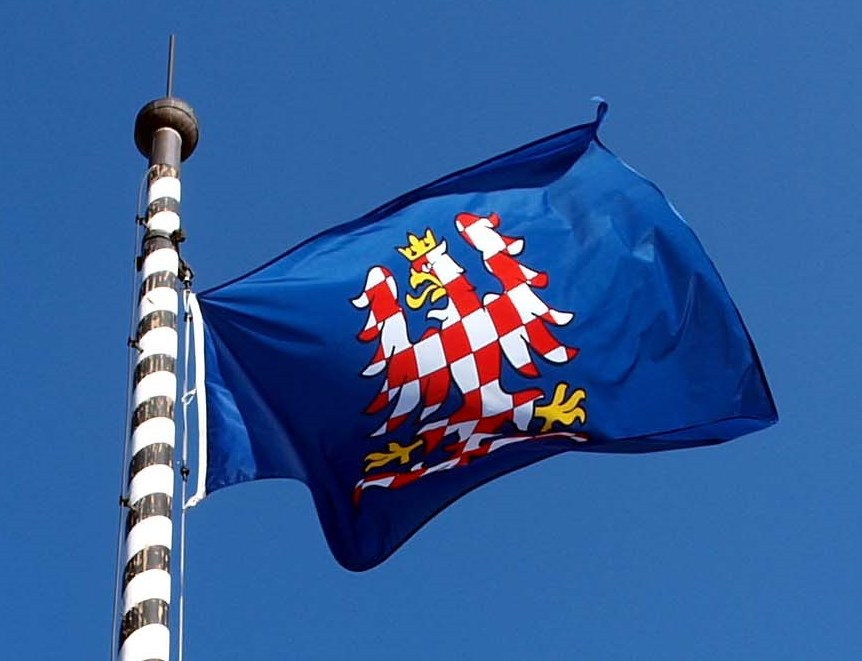
Morávia

- Valentim Fernandes (14?? - Lisboa, 1518 ou 1519), impressor e tradutor.
- Comenius (1592 - 1670), fundador da didática moderna
- Nicolas Zinzendorf (1700 - 1760), teólogo e bispo da Igreja Morávia que se dedicou a fomentar o diálogo entre as distintas confissões cristãs
- Rochus Schüch (1788 - 1844), mestre de D. Pedro II do Brasil
- Gregor Mendel (1822 — 1884), fundador da genética
- Sigmund Freud (1856 — 1939), fundador da Psicanálise.
- Ernst Mach (1838 - 1916), físico e filósofo.
- Edmund Husserl (1959 — 1938), filósofo fundador da Fenomenologia
- Alfons Mucha (1860 — 1939), pintor e designer gráfico, principal figura do movimento Art nouveau
- Joseph Schumpeter (1883 — 1950), um dos mais importantes economistas do século XX
- Kurt Friedrich Gödel (1906-1978), matemático e considerado um dos maiores lógicos de todos os tempos.
- Ivan Lendl (1960), tenista profissional
- Petra Kvitová (1990), tenista profissional
- Tomáš Berdych (1985), tenista profissional
- Valentin Stansel (1621-1705) Astrônomo e sacerdote jesuíta
- Oskar Schindler (Svitavy, 1908 – Hildesheim, 1974), industrial que salvou da morte 1200 judeus durante o Holocausto

## Cidades

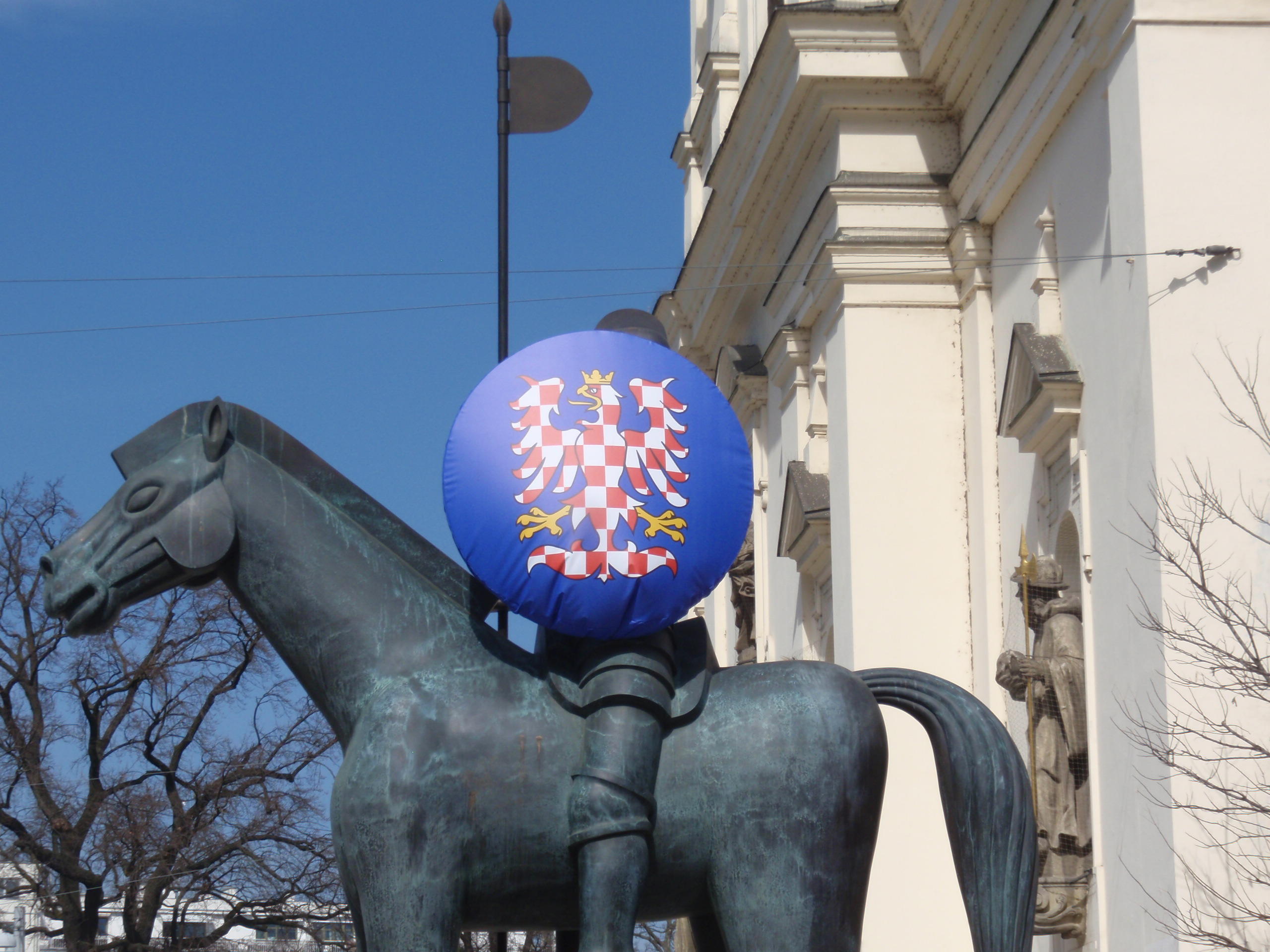
Estátua equestre de Jobst da Morávia em Moravské náměstí (Praça da Morávia) em Brno. O escudo redondo segurado pelo cavaleiro foi fornecido com o brasão de armas da Morávia em 26 de março de 2021. Representantes da cidade Brno usam-no para comemorar o Censo de População, Casas e Moradias de 2021.

- Brno (cidade provincial)
- Olomouc (cidade provincial)
- Zlín (cidade provincial)
- Přerov
- Prostějov
- Třebíč
- Jihlava (cidade provincial)
- Kroměříž
- Znojmo
- Ostrava (cidade provincial)
- Frýdek-Místek